# 앱체크
앱체크(영어: AppCheck)는 대한민국 보안 업체인 체크멀(영어: CheckMAL)에서 제공하는 랜섬웨어 차단을 위한 안티랜섬웨어 제품이다. 개인 사용자에게는 기능이 제한된 상태로 무료로 제공되나 모든 기능을 사용하려면 해당 프로그램을 구매해야 한다. 기업/공공기관/교육기관 등에서 사용하려면 체크멀에 견적을 내거나 조달청/총판을 통해 구매가능하다. 랜섬웨어 처리를 위해 자체적으로 개발한 상황 인식 기반 랜섬웨어 행위 탐지 기술이 접목된 캅(영어: CARB, Context-Awareness based Ransomware Behavior Detection) 엔진이 탑재되어 있다.

## 주요 제품

### AppCheck/AppCheckPro/AppCheck Endpoint Protection
AppCheck/AppCheckPro - 안티랜섬웨어
AppCheck Endpoint Protection - 엔드포인트 보안

### AppCheck Pro for Windows Server/AppCheck Server Protection for Windows
AppCheck Pro for Windows Server - 윈도우 서버 전용 안티랜섬웨어
AppCheck Server Protection for Windows - 엔드포인트 보안

### AppCheck Pro for Linux Server
AppCheck Pro for Linux Server - 리눅스 서버 전용 안티랜섬웨어

### AppCheck Analyzer Cloud
AppCheck Analyzer Cloud - 조직에서 사용하는 각종 프로그램을 자동 분석하여 리포트 제공 및 관리 솔루션

### 중앙 관리 솔루션
CMS Cloud / Business - AppCheck 안티랜섬웨어 및 엔드포인트 보안 솔루션 제품을 중앙에서 쉽게 관리할 수 있는 엔드포인트 중앙 관리 솔루션

## AppCheck/AppCheckPro 기능

### 랜섬웨어 사전 방어
캅(CARB) 엔진을 이용한 랜섬웨어 행위 탐지 시 자동으로 악성 프로세스 차단 및 훼손된 파일 자동 복구 기능

### 취약점 공격 보호(취약점 가드)
웹 브라우저, 플러그인, 미디어 재생 프로그램, 오피스(유료) 프로그램의 취약점(Exploit)을 통해 코드 실행이 이루어지는 행위를 차단하여 악성코드 및 랜섬웨어 자동 감염 예방 기능

### MBR 보호
Master Boot Record(MBR)와 GUID Partition Table(GPT) 영역을 변조하는 행위 차단 기능

### 네트워크 드라이브 보호(유료)
로컬 디스크에 생성된 랜섬웨어 악성 파일에 의해 네트워크 드라이브로 연결된 공유 폴더에 저장된 파일이 훼손된 파일 경우 차단 및 자동 복구 기능

### SMB 서버 보호(유료)
앱체크가 설치되어 있지 않은 원격지 PC가 랜섬웨어에 감염되어 Server Message Block(SMB)으로 연결된 공유 폴더에 저장된 파일을 훼손시킬 경우 차단 및 자동 복구 기능

### 랜섬웨어 대피소
파일 훼손 행위 발생 시 자동으로 랜섬웨어 대피소 백업 폴더<Backup(AppCheck)>에 원본 파일 저장을 통한 데이터 보호 기능

### 클리너
변조된 시스템 검사, 네트워크 환경 검사, 악성 프로그램 제거, 광고 프로그램 제거, 브라우저 확장 프로그램 제거, 바로가기 파일 내 악성 URL 제거, 랜섬웨어 노트 제거, 임시 파일/폴더 제거

### 자동 백업(유료)
백업할 폴더에 저장된 파일을 주기적으로 자동 백업 폴더<AutoBackup(AppCheck)>에 파일 히스토리 방식으로 백업하는 기능

### 사용자 신뢰 파일
사용자가 추가한 특정 파일에 대해서는 랜섬웨어 행위 탐지에서 제외 처리하는 기능

### 로그 정보
위협 로그, 검역소, 일반 로그 및 세부 복원/제거 로그 제공

### 폴더 보호
랜섬웨어 대피소와 자동 백업 폴더 내에 저장된 파일에 대한 변경 및 삭제를 원천 차단하는 폴더 보호 기능

## AppCheck Endpoint Protection 기능

### 앱 사용 통제
승인된 프로그램만 사용할 수 있도록 하여 엔드포인트의 보안을 향상하는 기능

### 프로그램 자동 분류
실행되는 모든 프로그램의 정보를 실시간으로 분석 및 분류하는 마이크로 엔진을 통해 효율적인 앱 사용 제어를 할 수 있는 기능

### 악성 프로그램 실시간 검사
서버사이드에서 동작하는 3rd-Party의 악성코드 탐지 엔진을 사용하여 시스템 부하를 최소화한 악성코드 검사 기능

### 취약점 공격 보호(취약점 가드)
웹 브라우저, 플러그인, 미디어 재생 프로그램, 오피스 프로그램의 취약점(Exploit)을 통해 코드 실행이 이루어지는 행위를 차단하여 악성코드 및 랜섬웨어 자동 감염 예방 기능

### 랜섬웨어 사전 방어
캅(CARB) 엔진을 이용한 랜섬웨어 행위 탐지 시 자동으로 악성 프로세스 차단 및 훼손된 파일 자동 복구 기능

### MBR 보호
Master Boot Record(MBR)와 GUID Partition Table(GPT) 영역을 변조하는 행위 차단 기능

### 랜섬웨어 대피소
파일 훼손 행위 발생 시 자동으로 랜섬웨어 대피소 백업 폴더<Backup(AppCheck)>에 원본 파일 저장을 통한 데이터 보호 기능

### 네트워크 드라이브 보호
로컬 디스크에 생성된 랜섬웨어 악성 파일에 의해 네트워크 드라이브로 연결된 공유 폴더에 저장된 파일이 훼손된 경우 차단 및 자동 복구 기능

### SMB 서버 보호
앱체크가 설치되어 있지 않은 원격지 PC가 랜섬웨어에 감염되어 Server Message Block(SMB)으로 연결된 공유 폴더에 저장된 파일을 훼손 시 차단 및 자동 복구 기능

### 클리너
변조된 시스템 검사, 네트워크 환경 검사, 악성 프로그램 제거, 광고 프로그램 제거, 브라우저 확장 프로그램 제거, 바로가기 파일 내 악성 URL 제거, 랜섬웨어 노트 제거, 임시 파일/폴더 제거

### 자동 백업
백업할 폴더에 저장된 파일을 주기적으로 자동 백업 폴더<AutoBackup(AppCheck)>에 파일 히스토리 방식으로 백업하는 기능

### 사용자 신뢰 파일
사용자가 추가한 특정 파일에 대해서는 랜섬웨어 행위 탐지에서 제외 처리하는 기능

### 로그 정보
위협 로그, 검역소, 일반 로그 및 세부 복원/제거 로그 제공

### 폴더 보호
랜섬웨어 대피소와 자동 백업 폴더 내에 저장된 파일에 대한 변경 및 삭제를 원천 차단하는 폴더 보호 기능

## AppCheck Pro for Linux Server 기능

### 세계 최초 리눅스용 안티랜섬웨어
- 랜섬웨어 파일 훼손 행위 차단

- 손상(암호화)된 파일은 원상태로 자동 복구

- 100% Signatureless 방식의 상황 인식 엔진으로 파일 변화 감지

### 파일 변화량에 따른 맞춤형 스마트 폴더 보호
- 랜섬웨어 사전 방어와 추가 디렉토리 보호를 통한 이중 보안

- 사용자가 지정한 폴더 내 파일 변화량에 따른 보호 동작 선택 가능

- 파일 확장명과 상관없이 폴더 내 모든 파일 감시

### 해킹에도 안전한 자체 보호 기능
- 자체 보호 기능으로 root 권한 탈취시에도 추가 인증 없이 제품 동작 및 설정 변경 불가

- 서버의 이상행위 발생 시 알림을 통해 즉시 대응

- 탐지된 로그를 복수의 관리자 이메일로 전송

### 다양한 경로의 파일 훼손 행위 감지
- 해킹을 통한 부트영역 및 파일 훼손 행위 탐지

- 정상 프로그램을 악용한 랜섬웨어 탐지

- 알려진 랜섬웨어와 알려지지 않은 랜섬웨어 모두 탐지

## 사용 환경

### AppCheck/AppCheckPro
운영체제 Windows 7/8/8.1/10/11
CPU Intel 4세대 Core i3 또는 AMD FX 시리즈 이상
메모리 2GB
디스크 10GB 이상

### AppCheck Endpoint Protection
운영체제 Windows 7/8/8.1/10
CPU Intel Core 1.6 GHz 이상
메모리 2GB
디스크 10GB 이상

### AppCheck Pro for Windows Server/AppCheck Server Protection for Windows
운영체제 Microsoft Windows Server 2008 R2 이상
CPU Intel Xeon Dual Core 이상
메모리 4GB 이상
디스크 65GB 이상

### AppCheck Pro for Linux Server
운영체제 
- Red Hat Enterprise Linux 6, 7
- CentOS 6, 7
- Ubuntu 12.04 LTS ~ 18.04 LTS
- Other Kernal Version 2.6.23 ~ 4.15.0

CPU Intel Xeon Dual Core 이상
메모리 4GB 이상
디스크 65GB 이상